# Carl Björnstjerna
Carl Johan Magnus Björnstjerna (Estocolmo, 7 de abril de 1886-Estocolmo, 20 de febrero de 1982) fue un jinete sueco que compitió en la modalidad de salto ecuestre. Participó en los Juegos Olímpicos de Ámsterdam 1928, obteniendo una medalla de bronce en la prueba por equipos.

## Palmarés internacional
| Juegos Olímpicos | Juegos Olímpicos         | Juegos Olímpicos  | Juegos Olímpicos |
| Año              | Lugar                    | Medalla           | Categoría        |
| ---------------- | ------------------------ | ----------------- | ---------------- |
| 1928             | Ámsterdam (Países Bajos) | Medalla de bronce | Por equipos      |